# Осокин, Владислав Игоревич
Владислав Игоревич Осокин (10 февраля 1995) — российский тяжелоатлет. Бронзовый призёр чемпионата России 2025 года в категории до 61 кг. Мастер спорта России.

## Биография
Родился 10 февраля 1995 года. Тяжёлой атлетикой начал заниматься в Маслянинской детско-юношеской спортивной школе Новосибирской области (пгт. Маслянино).
6 августа 2014 года присвоено звание звание «Мастер спорта России».
В декабре 2015 года стало известно, что из-за употребления допинга был дисквалифицирован Владислав Осокин сроком на четыре года. Датой начала дисквалификации является 5 марта 2015 года.
В августе 2025 года на чемпионате России в Санкт-Петербурге в категории до 61 кг завоевал бронзовую медаль с результатом 243 кг по сумме двоеборья. В упражнении «рывок» также стал третьим.

## Основные результаты
| Год  | Соревнования     | Место проведения | Весовая категория | Рывок, кг | Толчок, кг | Сумма, кг | Место |
| ---- | ---------------- | ---------------- | ----------------- | --------- | ---------- | --------- | ----- |
| 2025 | Чемпионат России | Санкт-Петербург  | до 61 кг          | 109       | 134        | 243       | 3     |